# تحت أستار الكعبة (رواية)
تحت أستار الكعبة (Di Bawah Lindungan Ka'bah) عبارة عن رواية، بالإضافة إلى عمل أدبي كلاسيكي إندونيسي كتبه الحاج عبد الملك كريم أمر الله، أو المعروف باسم حمكا. نشرت هذه الرواية في عام 1938 من قبل دار النشر "بالاي بوستاكا"، الناشر الوطني لجزر الهند الشرقية الهولندية.
تحكي هذه الرواية قصة علاقة حب بين حميد وزينب، وكلاهما يقعان في الحب ولكنهما منفصلان بسبب الاختلافات في الطبقة الاجتماعية عن زينب التي تواجه طلب والدتها الزواج من الرجل المختار. في نهاية القصة، يقرر حميد الذهاب إلى مكة المكرمة، ثم يستمر في العبادة حتى يموت عند الكعبة المشرفة بعد موت زينب.
استقبلت مختلف المجموعات هذه الرواية، حتى الآن تم تمثيلها في أفلام مرتين، كل منها يحمل نفس العنوان، في عامي 1981 و2011 .
تحت حماية الكعبة لديها أسلوب رواية تعليمي، يهدف إلى تثقيف القارئ بناءً على وجهة نظر المؤلف. وفقًا لجاسين، قدم حمكا تعاليمه حول أساسيات الإسلام بدلاً من التلميح إلى موضوع الحداثة، مثل معظم الكتاب في ذلك الوقت، وانتقد العديد من التقاليد التي تعارض الإسلام. 